# Jules-Joseph-Taschereau Frémont
Jules-Joseph-Taschereau Frémont, né le 20 décembre 1855 et mort le 28 mars 1902 à Québec, est un écrivain, avocat, professeur et homme politique québécois. Il est maire de Québec de 1890 à 1894.

## Biographie
Né à Québec dans le Canada-Est, il est le fils du médecin Charles-Jacques Frémont et de Cécile Panet. Il étudie aux collèges Sainte-Maire et Saint-François-Xavier de New York et à l'Université Laval. Nommé au Barreau du Québec en 1878, il devient professeur de droit civil à l'Université Laval.
Élu député du Parti libéral du Canada dans la circonscription fédérale du comté de Québec en 1891, il est défait par le libéral Charles Fitzpatrick en 1896.
Devenu maire de la ville de Québec en 1890, il inaugura le premier carnaval de Québec lors de sa dernière année en tant que maire en 1894.
Il meurt dans la même ville à l'âge de 46 ans.
Son beau-père, Joseph-Octave Beaubien, a été député fédéral de Montmagny.

## Anciens hommages
La rue Aberdeen, à Québec, était précédemment nommé en son honneur, soit rue Frémont, vers la fin du XXe siècle et jusqu'en 1904.